# Эльденырское месторождение
Эльденырское месторождение — месторождение бурого угля на Дальнем Востоке, в пределах Анадырского района Чукотского автономного округа.
Находится в 250 км восточнее города Анадырь, в бассейне реки Белая, у горы Эльденыр (с чукот. — «снежный обрыв»).
Геологоразведочные работы на месторождении проводились с 1964 по 1967 гг. Всего было обнаружено два угольных пласта — «Мощный» и «Внутренний». Их мощности колеблются в пределах от 1,97 до 9,11 м, при этом пласты не выдержаны как по падению, так и по простиранию на небольших расстояниях. Промышленное значение имеет только пласт «Мощный». В пределах месторождения угольные пласты выходят под наносы (1—3 м), кое-где в береговых обрывах выходят на поверхность.
Угли пласта гумусовые, клареновые, полублестящие и полуматовые.
Гидрогеологические и горнотехнические условия эксплуатации месторождения относительно благоприятны. Месторождение расположено в зоне вечной мерзлоты с глубиной до 125 м. Мощность вскрышных пород незначительная.
В 1994—1995 гг. Эльденырское месторождение отрабатывало ОАО «Золото Отрожного».
Из-за труднодоступности и удаления от освоенных районов дальнейшее разработка месторождения нецелесообразна.

## Источник
- Эльденырское угольное месторождение. Чукотский филиал ФГУ «ТФГИ по Дальневосточному федеральному округу». Дата обращения: 20 октября 2014. Архивировано из оригинала 23 октября 2014 года.